# Emilio Vuolo
Emilio Vuolo (Montesano sulla Marcellana, 31 maggio 1911 – novembre 1988) è stato un filologo italiano, docente di Filologia romanza presso l'Università degli Studi di Salerno dal 1972 al 1986.

## Biografia
Già allievo e collaboratore di Giulio Bertoni e Angelo Monteverdi a Roma, insegnò in varie Università italiane, fra cui quelle di Cagliari e Messina per poi approdare alla Facoltà di Lettere e Filosofia di Salerno.
Pur avendo trattato svariati argomenti di linguistica (storica e teoretica) neolatina dedicò più interesse a testi antichi mediolatini (’Invitatio amice’, ecc.), italiani (Mare amoroso, Chiaro Davanzati, ecc.), provenzali (Rambaldo di Vaqueiras, Guiraut Riquier, ecc.), francesi ('Chansons de geste', Canzoniere di Siena, ecc.). Nell'ambito dello spagnolo antico curò una edizione ex-novo dei due noti «contrasti» duecenteschi ’Razón de amor’ ed ’Elena y María’, frutto di un corso universitario (1975-76).

## Biblioteca personale
La sua piccola collezione libraria, proveniente dal disciolto Istituto di Linguistica, è costituita per lo più da edizioni filologiche di testi romanzi, oltre che da una serie di grammatiche e sintassi di lingue moderne. Alcune tesi di laurea e una esigua raccolta di opuscoli completano la raccolta.

## Pubblicazioni
Monografie
- Emilio Vuolo, Don Chisciotte in Italia, Roma, Edizione della Rassegna italiana, 1940.
- Emilio Vuolo, Linguistica profana (o profanata) : monelleria in due tempi, Roma, Edizioni Italiane, 1943.
- Emilio Vuolo, Breve storia del canale di Suez : il contributo italiano alla realizzazione dell'opera, 2ª ed., Matera, Montemurro, 1958.
- Emilio Vuolo, La s davanti a consonante nel dialetto montesanese, Modena, STEM-Mucchi, 1959.
- Emilio Vuolo, Studi in onore di Angelo Monteverdi, Spoleto, Centro italiano di studi sull'alto medioevo, 1960.
- Emilio Vuolo, Il mare amoroso : edizione diplomatica, Roma, Università, Istituto di filologia moderna, 1962.
- Emilio Vuolo, Libro de los Engaños e los asayamientos de las mugeres, Napoli, Liguori, 1980, ISBN 88-207-0793-4.

Monografie in collaborazione e a cura di
- Emilio Vuolo (a cura di), L'epica dei vassalli ribelli, Roma, Bulzoni, 1964.
- Emilio Vuolo (a cura di), Girart de Roussilhon : brani scelti, Roma, Bulzoni, 1965.

Articoli di riviste
- Emilio Vuolo, Genio e lavoro italiano per il canale di Suez, in Rassegna sociale dell'Africa italiana, vol. 2, n. 1-2-3, 1939,  p. 59.
- Emilio Vuolo, Un "mistero" della Morte (Frammento di Sacra Rappresentazione nel Cod. Panciantich. 28), in Archivum romanicum, vol. 24, 1940,  pp. 335-353.
- Emilio Vuolo, Origine della Danza macabra, in Cultura neolatina, vol. 2, n. 1, 1942,  p. 12.
- Emilio Vuolo, Sul Ritmo Cassinese, in Cultura neolatina, vol. 6/7, 1946/47,  pp. 39-80.
- Emilio Vuolo, Diuturno (Diuturnamente). Saggio (o tentatativo) di linguistica diasincroníca, in Cultura neolatina, vol. 9, 1949,  pp. 117-128.
- Emilio Vuolo, Angelo Monteverdi : testi volgari italiani dei primi tempi, in Cultura neolatina, vol. 9, 1949,  pp. 191-195.
- Emilio Vuolo, Iam, dulcis amica, venito, in Cultura neolatina, vol. 10, 1950,  pp. 5-26.
- Emilio Vuolo, Per alcuni versi di Cecco Angiolieri in siciliano, in Cultura neolatina, vol. 11, 1951,  pp. 255-272.
- Emilio Vuolo, Breve storia del "Reggimento", in Cultura neolatina, vol. 11, 1951,  pp. 95-129.
- Emilio Vuolo, Vocabolari etimologici italiani, in Cultura neolatina, vol. 14, n. 1, 1954,  p. 33.
- Emilio Vuolo, recensione: Marcello Spaziani, Il Canzoniere  Francese di  Siena ( Bibl.Comunale, H.X.36).Introduzione, testo critico e traduzione. Firenze, Leo S. Olschki editore,1957), in Cultura Neolatina, 1957, fasc. 1-3 pag. 235-275
- Emilio Vuolo, Sull'attuale crisi della lingua letteraria : Italia dialettale '70, in Il contemporaneo, n. 67, 1963,  pp. 15-40.
- Emilio Vuolo, Postille a testi provenzali, in Studi medievali, vol. 4, 1963,  pp. 603-616.
- Emilio Vuolo, Per il testo della Supplica di Guiraut Riquier ad Alfonso X, in Studi medievali, vol. 9, 1968,  pp. 729-806.
- Emilio Vuolo, Sulle "Rime" di Chiaro Davanzati, in Studi medievali, vol. 10, n. 2, 1969,  pp. 301-414.